# Takashi Hirano
Takashi Hirano (jap. 平野 孝, Hirano Takashi; * 15. Juli 1974 in Shizuoka) ist ein ehemaliger japanischer Fußballspieler.

## Nationalmannschaft
1997 debütierte Hirano für die japanische Fußballnationalmannschaft. Mit der japanischen Nationalmannschaft qualifizierte er sich erfolgreich für die Fußball-WM 1998. Hirano bestritt 15 Länderspiele und erzielte dabei vier Tore.

## Errungene Titel
- Kaiserpokal; 1995, 1999, 2004